# Distretto di Awajún
Il distretto di Awajun è uno dei dieci distretti  della provincia di Rioja, in Perù. Si trova nella regione di San Martín e si estende su una superficie di 481,08 chilometri quadrati.

Istituito il 26 dicembre 1984, ha per capitale la città di Bajo Naranjillo; al censimento 2005 contava 5.571 abitanti.